# Église Saint-Hilaire de Tillières-sur-Avre
L'église Saint-Hilaire de Tillières-sur-Avre est une église située sur la commune de Tillières-sur-Avre, dans le département français de l'Eure. Construite dans le style roman du XIe siècle, elle est remaniée au XIXe siècle.

## Historique

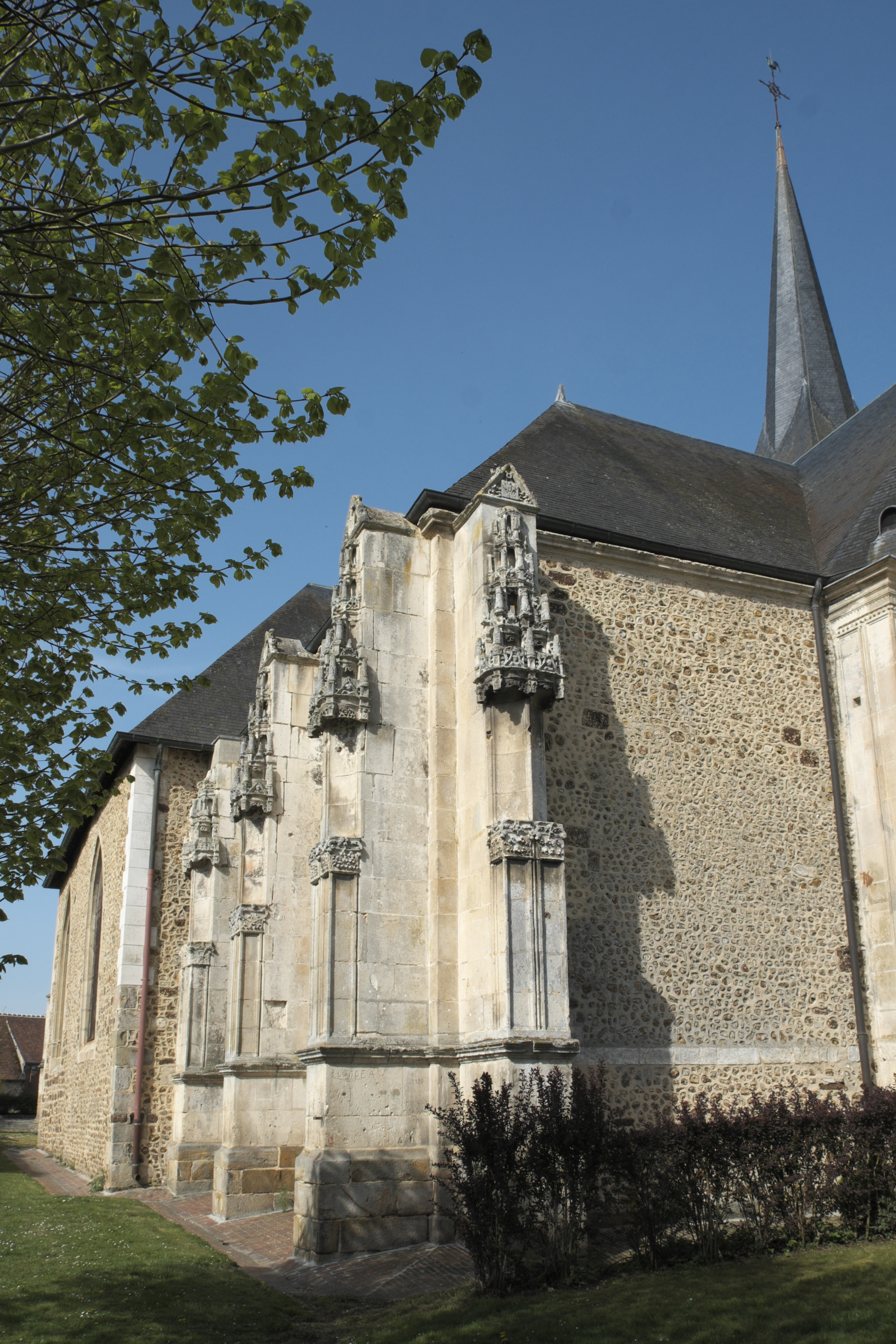
Façade extérieur de l'église Saint-Hilaire de Tillières-sur-Avre

### La naissance d'une église
En 911, Rollon au bénéfice du traité de Saint-Clair-sur-Epte, obtient une partie de la Neustrie devenue de ce fait la Normandie. Cessant de brûler des églises et une fois baptisé, il restaure ce qu'il a détruit. La première église, probablement en bois, ne résistât pas au outrages du temps, tant ce matériau est facilement inflammable et victime souvent des intempéries. C'est pourquoi au XIe siècle, à l'époque de Guillaume le Conquérant, fut construit l'église actuelle en pierre. 

### Les marches de Normandie
Tillières-sur-Avre, tout comme la commune voisine de Verneuil-sur-Avre, fait partie du duché de Normandie sous Richard II dit cœur de Lion. Or ces deux villes furent deux villes frontières entre le duché de Normandie et le domaine royal capétien. Or, le duc de Normandie - par ailleurs depuis 1066 roi d'Angleterre et ennemi du roi de France -, Richard II et le roi de France Louis VII sont souvent en guerre. C'est pour résister à l'envahisseur que le roi d'Angleterre reconstruit en pierre Tillières-sur-Avre dont l'église.

### Époque contemporaine
L'église Saint-Hilaire est classée au titre des monuments historiques par la liste de 1862.

## Son architecture

### Son aspect extérieur
Son aspect extérieur présente un mur en pignon remanié maintes et maintes fois au cours des cinq derniers siècles. Au XVIe siècle, l'église saint-Hilaire connait d'importants travaux d'encorbellement propre à la renaissance. Peu de choses subsistent aujourd'hui étant donné les travaux de rénovation maladroits du XIXe siècle, qui s'expliquent aisément par la différence, par rapport à nos jour, de conception même de restauration du patrimoine architectural bâti.

### Son aspect intérieur

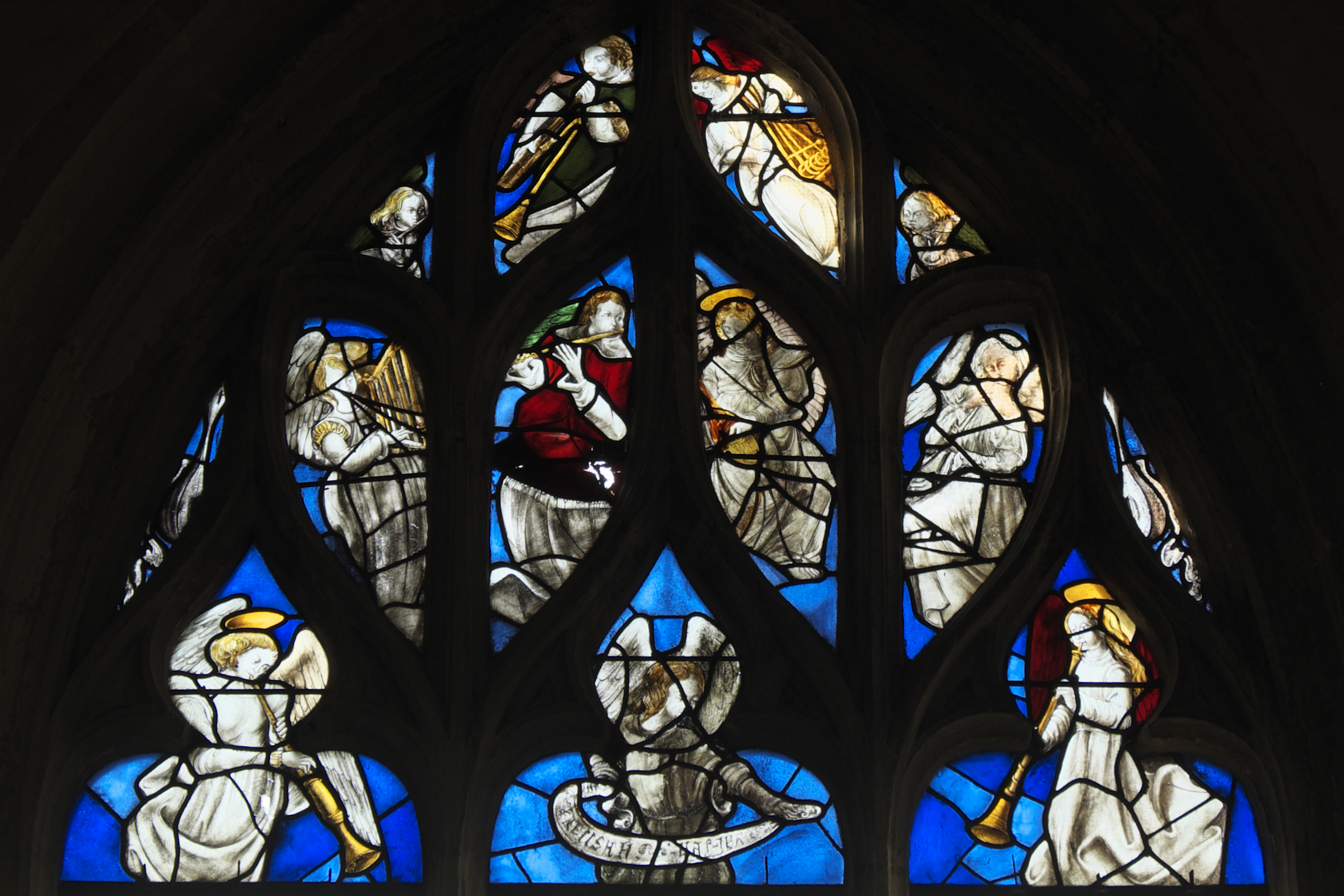
Vitraux de Tillères-sur-Avre.

#### Le jaune d’Évreux
De l'intérieur, l'église ressemble à une église gothique, ce qui suppose qu'elle fut remaniée au XIIIe siècle sous les règnes de Philippe II Auguste (1194-1223), Louis VIII (1223-1226) et Louis IX dit saint Louis (1223-1270) quand la Normandie devient française. On observe dans le vitrail ci contre la profusion du jaune et du bleu qui sont la couleur, d'après Michel Pastoureau le grand historien de l'art et de la symbolique de couleur, les teintes favorites d'un homme du Moyen Âge. Le jaune est une innovation du XIIIe siècle après jaune d'Evreux, fait à partir d'un procédé chimique complexe obtenu à partir de graine de blé. Le blé est une essence très courante dans la région d’Évreux, cela s'explique essentiellement que nous somme dans une zone de culture céréalière. Ce qui en fait une copie picturale en termes de vitraux de la cathédrale d'Evreux en miniature.

#### Le retable

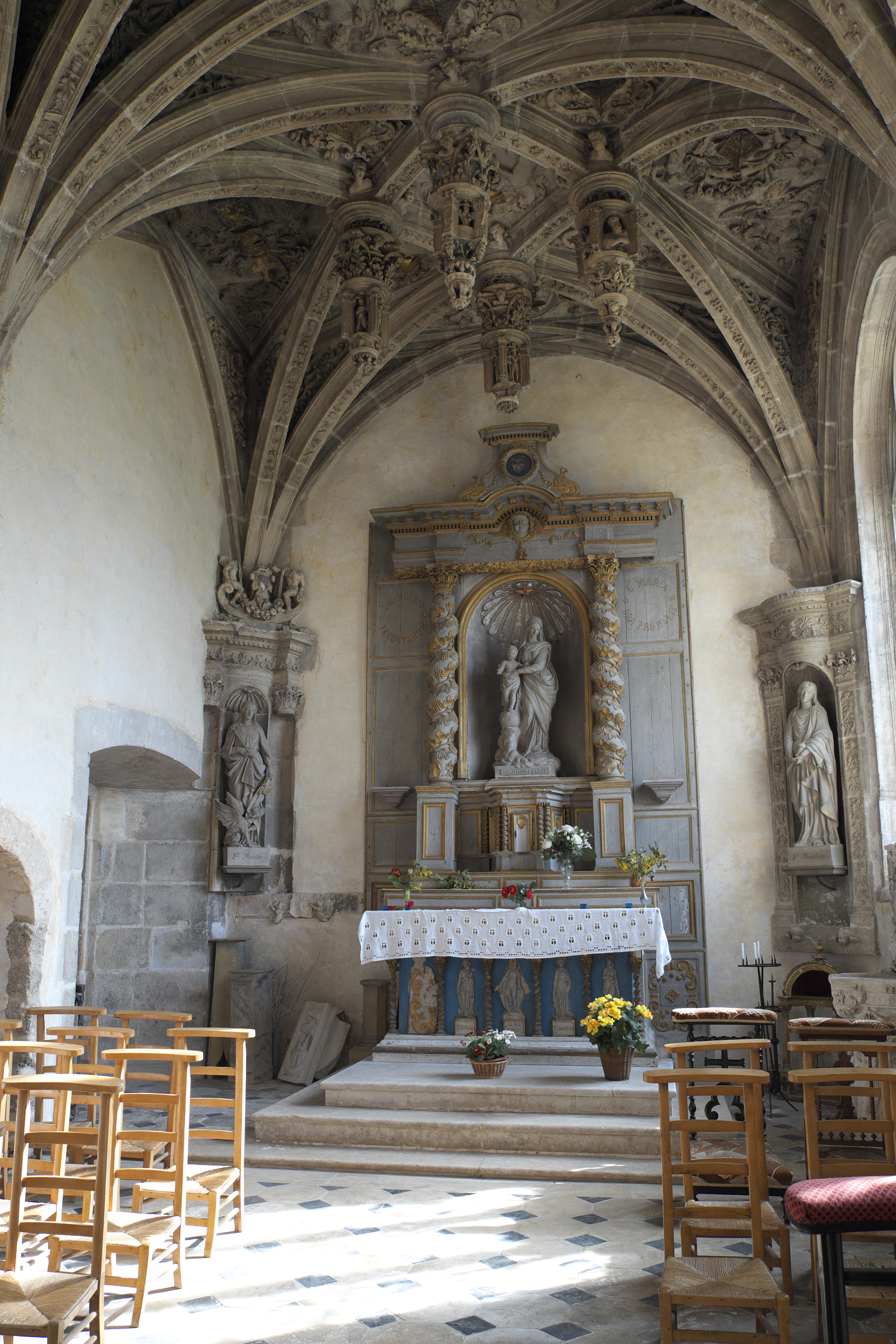
Retable renaissance avec colonnade baroque.

Le retable tel que l'on peut le voir est essentiellement de la renaissance avec la représentations de la vierge à l'enfant ce qui n'est pas sans rappeler la renaissance italienne, et probablement, comme bon nombre d'œuvres d'art de la renaissance, la vierge était polychrome à donc été blanchie à la renaissance. Ce qui s'explique alors par la volonté de faire une église homogène et par souci de vouloir retrouver dans la lignée d'Eugene Viollet le duc. La volonté de retrouver ce qui nous semble celui d'un Moyen Âge monochrome alors qu'il était polychrome. Cette statue de la vierge Marie est réputé miraculeuse et aurait porté secours au seigneur normand Crespin dans la première moitié du XIIIe siècle.